# Schlack-Kumpf-Abbau
Als Schlack-Kumpf-Abbau wird ein im Jahr 1926 von Paul Schlack und W. Kumpf entwickeltes Verfahren zur C-terminalen Sequenzierung von Peptiden bezeichnet.

## Prinzip
Das Verfahren muss unter Ausschluss von Sauerstoff stattfinden, um ungewünschte Oxidationen zu verhindern, z. B. von Cysteinen zu Cysteinsulfonsäuren oder Disulfidbrücken. Der Schlack-Kumpf-Abbau lässt sich dabei in folgende drei Schritte unterteilen:
1. Aktivierung: Die Aktivierung der C-terminal vorliegenden Aminosäure erfolgt unter für das Peptid heftigen Bedingungen: Bei Temperaturen von 60 bis 80 °C wird die endständige Carboxygruppe mittels Essigsäureanhydrid in Eisessig acetyliert, wodurch ein gemischtes Peptidanhydrid entsteht. Dabei kann es ebenso zu einer Veresterung der Seitenketten von Lysin, Serin und Tyrosin, sowie den sauren Aminosäuren kommen. Auch einige der labilen Bindungen im Peptidrückgrat können bei diesem Schritt als Nebenreaktion hydrolytisch gespalten werden.
2. Kupplung: Unter Beteiligung der hochreaktiven Thiocyansäure bildet sich ein Hydantoinring aus. Aufgrund der Instabilität der Thiocyansäure wird letztere unmittelbar vor der Reaktion erhalten, indem Ammoniumthiocyanat angesäuert wird. Vor der nachfolgenden Spaltung müssen die im 1. und 2. Schritt verwendeten Reagenzien mittels Inertgas und ähnlichen Methoden von der Probe getrennt werden.
3. Abspaltung: Durch Einwirken von NaOH oder KOH für wenige Minuten bei Raumtemperatur kann die Thiohydantoin-Aminosäure vom Restpeptid abgespalten werden. Das anschließende Entfernen der Base stellt dabei eine experimentelle Schwierigkeit dar, weil das Auswaschen potentiell mit einem Verlust an Peptid verbunden ist.

## Analyse der Thiohydantoin-Aminosäure
Mittels Umkehrphasen-Chromatographie (reverse-phase-HPLC) lassen sich Restpeptid und Thiohydantoin-Aminosäure trennen und letztere identifizieren. Verglichen mit der Hydrophobizität des im Edman-Abbau als Produkt entstehenden PTH-Derivats ist die Thiohydantoin-Aminosäure weitaus weniger hydrophob, was die chromatographische Analyse erheblich erschwert. Verbesserungen ergeben sich durch Erhöhung der Anzahl theoretischer Böden sowie durch Erhöhung der Hydrophobizität der stationären Phase. Selbst bei optimalen Bedingungen lassen sich mit dem Schlack-Kumpf-Abbau nur wenige Aminosäuren am C-terminalen Ende eines Proteins analysieren. Als biochemische Alternative des C-terminalen Abbaus hat sich der Abbau mit Carboxypeptidasen etabliert.
Alternativ zur Thiocyansäure kann Triphenylgermanylisothiocyanat (TPG-ITC) verwendet werden, mit Peptiden, die N-Terminal an 1,4-Phenylendiisothiocyanat (DITC) auf Glasperlen gekoppelt werden.